# Гаєвський Аполлінарій Миколайович
Аполліна́рій Микола́йович Гає́вський (1897—1990) — радянський шахіст, учасник шести чемпіонатів УРСР, один із найсильніших шахістів Донбасу.

## Біографічні дані
Навчався на математичному відділі фізико-математичного факультету Кам'янець-Подільського державного українського університету (дійсний студент від 30 вересня 1919 року).
Найсильніший шахіст Кам'янця-Подільського на початку 1920-х років. Неодноразовий чемпіон міста. Так, 1926 року в чемпіонаті Кам'янця-Подільського набрав 8 очок і випередив другого й третього призерів на 1,5 очка . Учасник першого чемпіонату УРСР з шахів (1924) — 4 очка з 10 (7-9 місце).
Виступав і в наступних чемпіонатах УРСР. У перших чемпіонатах УРСР представляв Кам'янець-Подільський. 1930 року переїхав у Сталіно (нині Донецьк), і в подальшому на чемпіонатах України представляв Донецьк.
Усього у шести фінальних турнірах чемпіонатів України зіграв 81 партію (26 перемог, 16 нічиїх, 39 поразок). Гаєвський — єдиний серед учасників першого чемпіонату, який продовжував грати і в післявоєнних фінальних першостях України.
8-разовий чемпіон Донецької області (востаннє у 1962 році у віці 65 років), 10-разовий чемпіон Донецька (востаннє у 1965 році у віці 68 років).
У віці 74 років він переміг в особистій першості Донецької обласної ради ДСТ «Авангард» (16 учасників за коловою системою), випередивши молодих (20-35 років), але досвідчених — майстра спорту Бориса Клюкіна, кандидатів у майстри Василя Драгунова, Михайла Стародуба, Олексія Олексієнко та інших.
Аполлінарій Гаєвський прожив 93 роки, і до самої старості жваво цікавився шахами. Зокрема, він ще у 80-річному віці перемагав в обласних та міських змаганнях кандидатів у майстри, кожен з яких був разів на чотири молодший за нього.
За фахом — учитель математики. Дружина та донька — теж учителі.

## Турнірні результати

### Результати виступів у чемпіонатах України
Аполлінарій Гаєвський зіграв у 6-ти фінальних турнірах чемпіонатів України, набравши загалом 36 очок із 81 можливого (+26-39=16).
| Рік  | Місто           | Турнір                            | + | −  | = | Результат | Місце |
| ---- | --------------- | --------------------------------- | - | -- | - | --------- | ----- |
| 1924 | Київ            | 1-й чемпіонат України             | 4 | 6  | 0 | 6 з 10    | 7 — 9 |
| 1925 | Харків          | 2-й чемпіонат України             | 0 | 6  | 2 | 1 з 8     | 9     |
| 1938 | Київ            | 10-й чемпіонат України            | 5 | 5  | 7 | 8½ з 17   | 10    |
| 1939 | Дніпропетровськ | 11-й чемпіонат України            | 7 | 7  | 1 | 7½ з 15   | 8 — 9 |
| 1940 | Сталіно         | Півфінал 12-го чемпіонату України |   |    |   | з 11      | 3 — 4 |
| 1945 | Київ            | 14-й чемпіонат України            | 7 | 5  | 2 | 8 з 14    | 6     |
| 1951 | Київ            | 20-й чемпіонат України            | 3 | 10 | 4 | 5 з 17    | 18    |

### Інші турніри
| Рік  | Місто | Турнір                                       | +  | − | = | Результат | Місце |
| ---- | ----- | -------------------------------------------- | -- | - | - | --------- | ----- |
| 1962 | Київ  | Відкритий 22-й чемпіонат України серед жінок | 11 | 1 | 5 | 13½ з 17  | 1     |